# بيلي دونوفان
بيلي دونوفان (بالإنجليزية: Billy Donovan) مواليد 30 مايو 1965 في روكفيل سينتر، هو لاعب كرة سلة أمريكي أصبح مدرباً بدأ مسيرته الاحترافية في سنة 1987 يدرب فريق أوكلاهوما سيتي ثاندر في الرابطة الوطنية لكرة السلة. يبلغ طوله 5 قدم 11 بوصة (1.8 م). اعتزل اللعب في 1989.

## فرق لعب لها
- نيويورك نيكس

## روابط خارجية
- بيلي دونوفان على موقع إن بي أي (الإنجليزية)
- بيلي دونوفان على موقع سبورتس رفرنس (الإنجليزية)
- بيلي دونوفان على موقع كلية كرة السلة في سبورتس رفرنس.كوم (الإنجليزية)
- بيلي دونوفان على موقع ريلجم (الإنجليزية)
- بيلي دونوفان على موقع بروبوليرز (الإنجليزية)
- بيلي دونوفان على موقع سبورتس رفرنس (الإنجليزية)
- بيلي دونوفان على موقع كلية كرة السلة في سبورتس رفرنس.كوم (الإنجليزية)